# Farmakognosi
Farmakognosi (græsk: phármakon "lægemiddel" + gnosis "kundskab, viden") er læren om de naturlige råstoffer, der anvendes til lægemidler.
Sådanne naturlige råstoffer (naturstoffer) er bl.a. naturlægemidler, droger og lægeplanter. Farmakognosi er tæt beslægtet med farmakologi, som er den generelle læren om lægemidler, men farmakognosien fokuserer på naturstoffernes opbygning, egenskaber og medicinsk-farmaceutiske anvendelsesområder. Farmakognosi kaldes derfor også farmaceutisk varekendskab.